# 2018 في الهند
فيما يلي قوائم الأحداث التي وقعت خلال عام 2018 في الهند.

## سياسة

### تعيين في المنصب
- 1 يناير – آرون جايتلي عضو راجيا سابها [الإنجليزية]‏.

### انتهاء فترة المنصب
- 2 أبريل – تشيرانجيفي عضو راجيا سابها [الإنجليزية]‏.

## أفلام
من الأفلام التي صدرت هذه السنة في الهند:
- 1 يناير – 1921 من إخراج فيكرام بهات.
- 19 يناير – أغنية عيد ميلادي من إخراج سمير سوني.
- 25 يناير – بادمافاتي من إخراج سانجاي ليلا بهنسالي.
- 16 مارس – رايد من إخراج راج كومار جوبتا.
- 13 أبريل – أكتوبر من إخراج Shoojit Sircar [الإنجليزية]‏.
- 15 يونيو – سباق 3 من إخراج Remo D'Souza [الإنجليزية]‏.
- 29 يونيو – سانجو من إخراج راجكومار هيراني.
- 13 أبريل – أكتوبر من إخراج Shoojit Sircar [الإنجليزية]‏.
- 8 نوفمبر – قطاع طرق الهند من إخراج فيجاي كريشنا أشاريا.
- 21 ديسمبر – زيرو من إخراج Aanand L. Rai [الإنجليزية]‏.

## وفيات

### يناير
- 5 يناير – أصغر خان (مواليد 1921) قائد عسكري وطيار وسياسي وناشط حقوقي باكستاني.
- 18 يناير – إشفاق أحمد (مواليد 1930) عالم فيزياء نووية وأكاديمي باكستاني.
- 24 يناير – كريشنا كوماري (مواليد 1933) ممثلة هندية.

### فبراير
- 24 فبراير – سريديفي (مواليد 1963) ممثلة هندية.

### مارس
- 14 مارس – ناريندرا جها (مواليد 1962) ممثل هندي.

### مايو
- 14 مايو – جورج سودارشان (مواليد 1931) فيزيائي هندي.
- 28 مايو – نيل كوبر (مواليد 1963) لاعب ومدرب كرة قدم اسكتلندي.

### يوليو
- 17 يوليو – ريتا بهادوري (مواليد 1955) ممثلة هندية.
- 28 يوليو – كاليا كولوثوغان (مواليد 1977) لاعب كرة قدم هندي.

### أغسطس
- 16 أغسطس – أتال بيهاري فاجبايي (مواليد 1924) سياسي هندي ورئيس وزراء البلاد العاشر.
- 24 أغسطس – فيجاي تشافان (مواليد 1955) ممثل هندي.
- 26 أغسطس – جوبال بوس (مواليد 1947) لاعب كركيت هندي.
- 26 أغسطس – كاي كاي هاريداس (مواليد 1965) مخرج أفلام هندي.

### سبتمبر
- 1 سبتمبر – تارون ساغار (مواليد 1967) فيلسوف وكاتب وراهب جايني هندي.
- 5 سبتمبر – بهاجواتيكومار شارما (مواليد 1934) صحفي هندي ومؤلف باللغة الغوجاراتية.

### ديسمبر
- 22 ديسمبر – بادي أشدون (مواليد 1941) سياسي ودبلوماسي بريطاني.